# Yasuhiro Yoshida
Yasuhiro Yoshida (Hiroshima, 14 juli 1969) is een voormalig Japans voetballer.

## Carrière
Yasuhiro Yoshida speelde tussen 1992 en 2008 voor Kashima Antlers, Shimizu S-Pulse, Sanfrecce Hiroshima en FC Gifu.